# Marie Duplessis
Pour les articles homonymes, voir Duplessis.
Alphonsine Plessis dite Marie Duplessis, comtesse de Perregaux, née le 15 janvier 1824 à Nonant-le-Pin et morte le 3 février 1847 à Paris 1er, est une courtisane française célèbre pour avoir inspiré à Alexandre Dumas fils le personnage de Marguerite Gautier dans la Dame aux camélias.
Bien que décrite par Dumas fils comme « grande, très-mince, noire de cheveux, rose et blanche de visage. Elle avait la tête petite, de longs yeux d’émail comme une Japonaise, mais vifs et fins, les lèvres du rouge des cerises, les plus belles dents du monde ; on eût dit une figurine de Saxe », celui-ci a avoué que le surnom de « Dame aux camélias » qu’il lui avait donné était de pure invention et qu’elle n’avait jamais été appelée ainsi de son vivant, avant de se justifier en écrivant que sa « tombe a maintenant sa légende. L’art est divin. Il crée ou ressuscite:22. »

## Biographie
L’enfance et la première jeunesse d’Alphonsine Plessis sont difficiles. Sa mère, Marie Deshayes, a dû se séparer de son père, Marin Plessis, alcoolique et violent, alors qu’elle n'avait qu’un an. Elle est alors élevée par sa tante, tandis que sa mère se réfugie à Paris. Lorsqu’elle a 6 ans, celle-ci meurt. À l’âge de 12 ans, elle est abandonnée par sa tante qui vient d’avoir un enfant. Son père la place alors chez une blanchisseuse de Nonant, avant de l’abandonner à un septuagénaire débauché d’Exmes du nom de Plantier. Licenciée par sa patronne, elle vit quelque temps avec Plantier, avant qu’à la suite d’une intervention du maire, elle ne soit engagée comme servante dans un hôtel de la Grand-Rue d’Exmes, où elle reste huit mois avant d’être placée par son père comme marchande de parapluies à Gacé, où elle ne reste que 2 mois.
Montée, à l’âge de quinze ans, à Paris, où elle est remarquée par Nestor Roqueplan, elle travaille d’abord comme blanchisseuse avant de devenir, à l’été 1839, la maîtresse d’un restaurateur veuf de la galerie Montpensier originaire, comme elle, de Normandie, M. Nollet, qui la met dans ses meubles, rue de l’Arcade:18. Après avoir  fait dépenser 5 000 francs à Nollet, elle s’installe avec un jeune héritier qui la quitte une fois qu’elle a croqué sa fortune.
À l’été 1840, elle rencontre un jeune vicomte dont elle tombe enceinte. Retournée à Paris après ses couches et un court séjour en Normandie, elle se met en couple avec le jeune duc de Guiche qui, disposant de 80 000 francs de rente, ne lui refuse rien, équipage, bijoux, garde-robe. Elle modifie également son nom, ajoutant la particule « du » à consonance noble à son patronyme et abandonne le prénom d’Alphonsine pour celui de Marie. Le duc de Guiche lui fait également donner des cours quotidiens de français, dessin, musique et danse, mais la famille de celui-ci finit par l’envoyer à Londres, en juillet 1842, pour l’éloigner d’elle, tandis qu’elle prend le chemin de Baden-Baden, où elle rencontre le diplomate à la retraite Gustav Ernst von Stackelberg, qui offre de l’adopter et d’en faire sa légataire universelle. Celui-ci continue son éducation mondaine et artistique. Le comte de Stackelberg paie ses dépenses mensuelles qui s’élèvent alors à 40 000 francs.

Cette jeune femme très attirante au sourire enchanteur, dont la beauté inhabituelle, l’élégance et le style font la célébrité, devient rapidement, à peine âgée de seize ans, la courtisane la plus convoitée et la plus onéreuse de Paris. Dans le portrait donné d’elle par Matharel de Fiennes, elle avait … 

« de grands yeux noirs, vifs, doux, étonnés, presque inquiets, pleins tour à tour de candeur et de vagues désirs, des sourcils admirables : ils étaient en velours noir et placés là sur le front pour faire ressortir le blanc mat de la peau et le brillant cristal de l’œil ; une bouche qui n’était qu’entr’ouverte, des cheveux espagnols par la nuance, français par la grâce ; un ensemble si charmant, si poétique, que quiconque voyait Marie Duplessis, cénobite, octogénaire ou collégien, en devenait éperdument amoureux. »

Portrait de Marie Duplessis par Camille Roqueplan.

Elle est considérée comme extrêmement vive et extraordinairement cultivée, capable de converser sur « toutes ces belles choses avec autant d’aisance que si elle fût née dans la gaze et dans le velours, sous quelque lambris des grands faubourgs, une couronne sur sa tête, un royaume à ses pieds. Ainsi son maintien répondait à son langage, sa pensée à son sourire, sa toilette à sa personne, et l’on eût cherché vainement sur les hauts sommets une créature qui fût en plus belle et plus complète harmonie avec sa parure, ses habits et ses discours ». Sa bibliothèque compte plus de 200 volumes, de Rabelais, Walter Scott, Molière, Cervantès, Lamartine, Alexandre Dumas et Victor Hugo:133. « Douée pour l’art, la vie sociale et l’amour », les hommes riches en vue étaient disposés à lui accorder une aide financière régulière en échange de sa compagnie dans leur vie sociale et privée. Elle se montre au bois de Boulogne et à l’Opéra, et tient un salon fréquenté par les écrivains et les politiciens en vue. Elle-même est admise, dans le monde, dans des milieux qu’aucune de ses consœurs n’aurait pu rêver pénétrer:155. Édouard Viénot, entre autres, réalise son portrait.

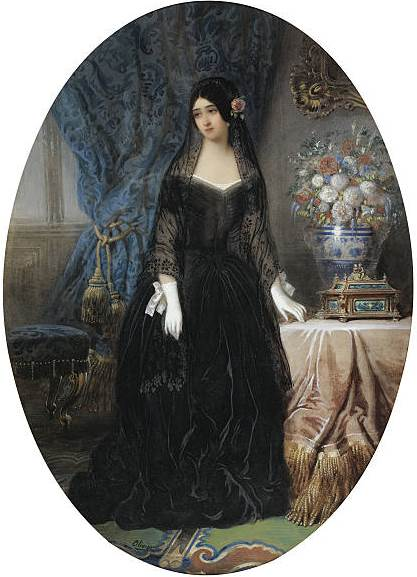
Portrait de Marie Duplessis en 1840 par.

Elle fréquente Louis-Désiré Véron au café de Paris:133, prend brièvement des cours de comédie avec Achille Ricourt:148, mais c’est dans sa loge qu’est son vrai lieu de représentation, celui où elle fait sensation. Le 21 janvier 1844, elle rencontre le comte Édouard de Perregaux, ancien lieutenant au 2e hussards, fils d’Alphonse Perregaux, petit-fils du financier de l’Empire Jean-Frédéric Perregaux, après un bal masqué à l’Opéra. Elle aurait entamé la conversation par ces mots : « Monsieur, je vous rencontre souvent à cheval, au bois de Boulogne, et votre monture a l’air d’être heureuse de porter un cavalier comme vous. » Devenu son amant au début de 1844, il lui achète une demeure à Bougival:162. Apprenant, au retour d’un voyage en Allemagne et en Suisse, que Perregaux, joueur compulsif, a dilapidé sa fortune et frôle la ruine, elle lui laisse le choix entre l’épouser et la perdre:168.
Après avoir refusé l’offre de l’ancienne employeuse anglaise de sa mère de l’adopter:184, elle renoue, en 1844, avec Stackelberg. En octobre, elle déménage de la rue d’Antin au 11, boulevard de la Madeleine. Elle rencontre Alexandre Dumas fils avec qui elle a une brève liaison. En octobre 1845, elle rencontre le compositeur Franz Liszt, qui la surnomme Mariette:233, et avec qui elle a une liaison jusqu’en avril 1846 ; le musicien quitte ensuite Paris pour Pest, d’où il lui demande de le rejoindre, ce que sa santé l’empêche de faire. Il affirmera, plus tard, lui avoir offert de vivre avec elle. Le 21 février 1845, Perregaux l’épouse, à Kensington. Sincèrement épris, le comte a 30 ans et elle 22, mais elle semble avoir été plus intéressée par le titre de comtesse que par le mariage lui-même car, si elle cesse de voir son mari, elle affiche son nouveau statut:242. Un temps fidèle à son époux, elle voit ses dettes s’accumuler et doit prendre, en mai 1846, un nouvel amant, le comte Aguado. Celui-ci la présente à son médecin Casimir Davaine, qui lui recommande un séjour à la campagne, mais elle ne reste guère plus de 15 jours chez son grand-oncle avant de reprendre le chemin de la capitale. Censée prendre les eaux à Spa, puis à Baden-Baden, Biebrich, Wiesbaden et Ems, elle sombre dans une vie de plus en plus agitée et dissipée, en dépit de la tuberculose qui la consume. De retour à Paris à la mi-septembre, elle consulte les docteurs Davaine, Manec et Chomel, et fait faire son portrait par Charles Chaplin. Le 15 janvier, des huissiers forcent sa porte pour procéder à la saisie de ses biens, ce que le comte Aguado empêche avec un chèque de mille francs du compte de sa mère. Abandonnée de tous, sauf d’Aguado, Alphonsine garde sa porte obstinément fermée à son mari:269.

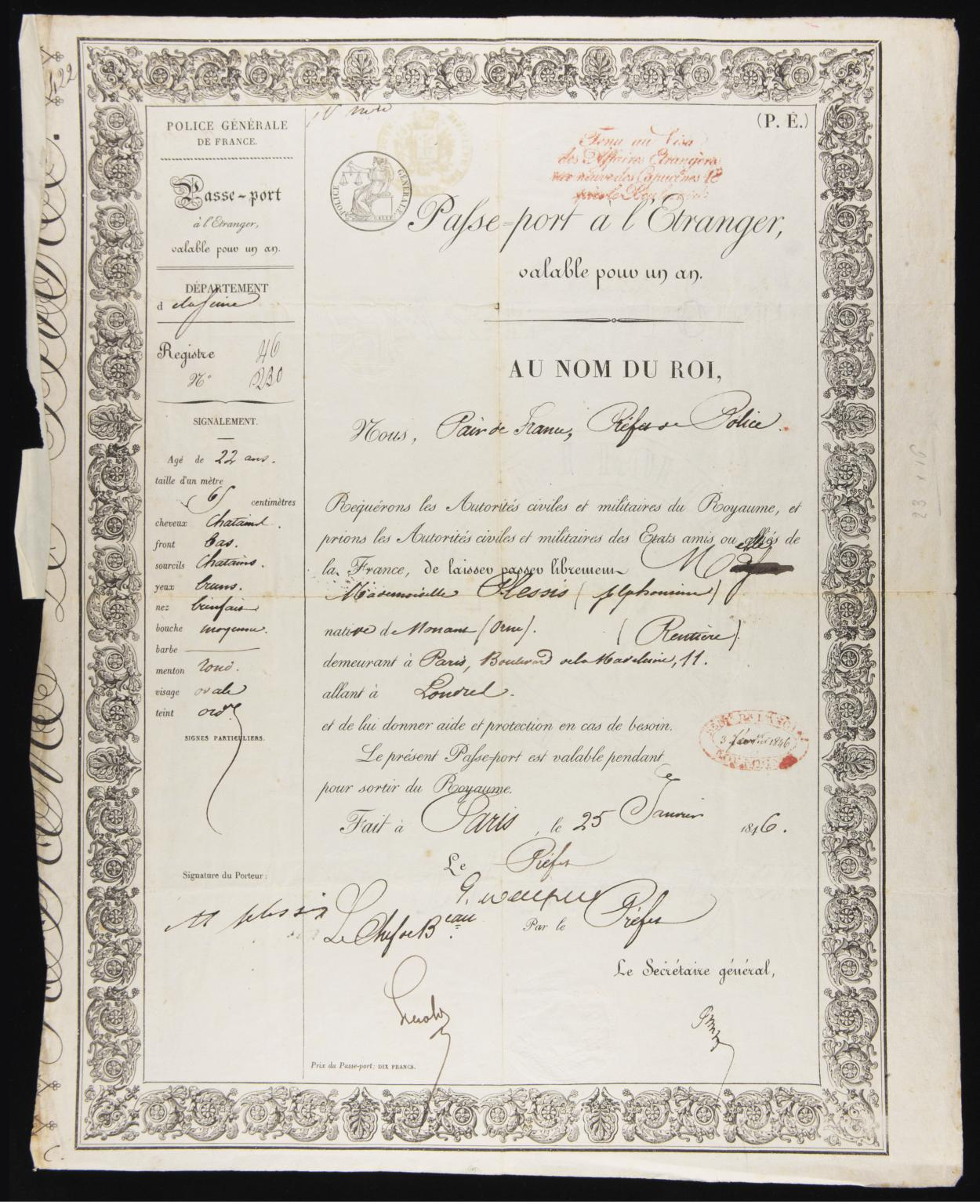
Passeport délivré en janvier 1846, à Alphonsine Plessis, pour aller épouser le comte de Perregaux à Londres.

Durant sa courte vie, elle a été célèbre pour sa réputation de discrétion, d’intelligence et d’amoureuse pleine d’esprit. Nul de ceux l’approchant pour la première fois n’aurait pu penser être face à une courtisane. Elle est, pour ces raisons, restée populaire et dans les bonnes grâces de plusieurs de ses bienfaiteurs même après la fin de leur liaison. Lorsqu’elle s’éteint, criblée de dettes, dans son logement du boulevard de la Madeleine, les huissiers reviennent à la charge pour procéder aux saisies. Son mari peut enfin entrer lui rendre ses derniers hommages, tandis que deux de ses partenaires fouillent en vain les meubles à la recherche d’un « papier en anglais » – leur certificat de mariage:274. À l’église de la Madeleine, où ont eu lieu les obsèques religieuses, les témoignages diffèrent au sujet du nombre de l’assistance, mais les registres de l’église montrent qu’une vingtaine de personnes avaient loué des chaises. On cite un duc anglais qui aurait fait le déplacement depuis Londres:74. Les crêpes noirs, ornés de la lettre D en argent et d’une couronne, dont l’église était tendue, ont même induit le nécrologue du Siècle à penser qu’il s’agissait des armes de la défunte. Les mêmes personnes l’accompagnent au cimetière de Montmartre, où son mari, le comte Perregaux, manque de  s’évanouir, au moment d'asperger la tombe d'eau bénite. Quand il découvre qu’elle n’est enterrée que dans une concession pour cinq ans, il la fait exhumer et inhumer de nouveau, le 16 février suivant, dans un tombeau construit à ses frais, avec une concession à perpétuité:276. Elle repose dans une petite tombe, toujours fleurie, portant ces mots :
ici repose

alphonsine plessis

née le 15 janvier 1824

décédée le 3 février 1847.

de profundis.
La vente aux enchères de ses biens a attiré toute la bonne et la moins bonne société de Paris, y compris Charles Dickens. Les revenus de cette vente, d’un total de 89 017 francs, sont allés à Delphine sœur d'Alphonsine, après paiement de ses 21 000 francs de dettes. Théophile Gautier a acheté ses clystères pour 12 francs:285.

## Postérité

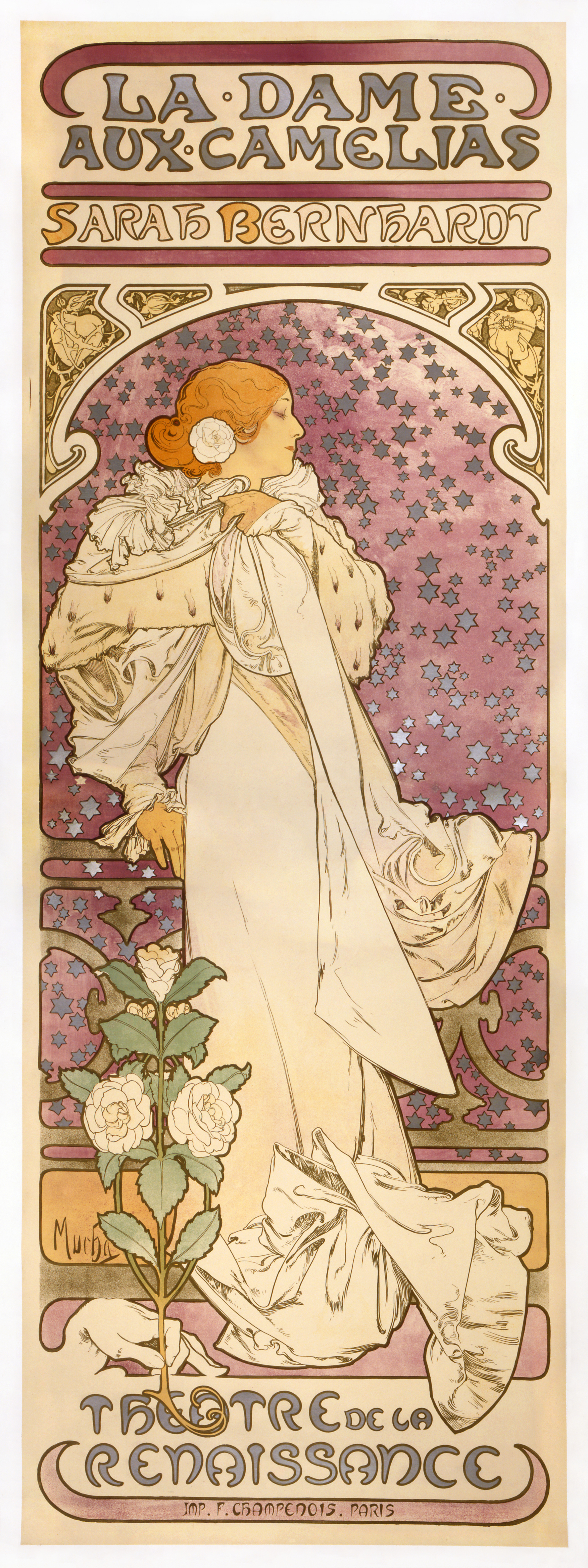
Affiche d’Alfons Mucha pour la pièce de théâtre La Dame aux camélias, avec Sarah Bernhardt (1896).

Théophile Gautier, qui l’appelle « duchesse de Bohème » dans son feuilleton du 28 février 1852, et Jules Janin, qui l’a rencontrée pour la première fois avec Franz Liszt au Gymnase, ont fait son éloge. Liszt écrit ainsi, depuis Lemberg, à Marie d’Agoult, 1er mai 1847 : 

« Maintenant la voilà morte. Et je ne sais quelle étrange corde d’élégie antique vibre dans mon cœur à son souvenir ! »

Moins d’un an plus tard, Alexandre Dumas fils lui rend hommage avec sa Dame aux camélias, dont il dit « n’ayant pas encore l’âge où l’on invente, je me contente de raconter » ; il y narre sa relation, sous le nom d’« Armand Duval » avec Marie Duplessis dépeinte sous les traits de « Marguerite Gautier ». Le processus de fictionnalisation engagé par Dumas mélange nombre de faits connus au sujet de Marie Duplessis aux légendes contemporaines et au personnage littéraire de Marguerite Gautier auquel elle a donné naissance. Ce processus, commencé dans sa phase de diégétisation par l’héroïne elle-même, achève, dans sa narrativisation par Dumas, de transmuer Alphonsine  Plessis en Marie Duplessis, et brouille définitivement les lignes entre les deux, jusqu’à effacer la première, å tel point que Micheline Boudet regrette que Marguerite Gautier ait si longtemps éclipsé la véritable Dame aux camélias. D’ailleurs, le comte Perregaux a toujours « dit qu’il n’irait jamais voir la pièce et il a tenu parole:12 ». L’association avec les camélias, par exemple, est une pure invention de Dumas : les factures trouvées dans les papiers de Duplessis montrent que celle-ci achetait toute sorte de fleurs, hyacinthes, azalées, roses, même si les camélias y figurent en bonne part, mais à l’époque, cette fleur était, en raison de son coût, un symbole de prestige. Les camélias rouges cinq jours du mois sont un pur procédé d’écrivain, qui a d’ailleurs inspiré Proust pour son personnage d’Odette. Cette invention littéraire a, en retour, inspiré, Gabrielle Chanel, qui a fait du camélia une fleur fétiche, inspiration infinie non seulement dans la couture, mais la joaillerie (bagues, bracelets, colliers…)
De son roman, Dumas fait ensuite une pièce jouée en 1852. L’année suivante, Verdi crée, d’après cette pièce, le célèbre opéra La traviata, où l’héroïne porte le nom de « Violetta Valery ».

## Adaptations
L’histoire de Marie Duplessis ou le roman de Dumas fils ont été adaptés à plusieurs reprises au cinéma. En 1936, George Cukor réalise Camille, sorti en France sous le titre Le Roman de Marguerite Gautier. Marguerite Gautier est interprétée par Greta Garbo et Armand Duval par Robert Taylor. Par la suite, le réalisateur Baz Lhurmann s’en inspire pour créer le film musical : Moulin Rouge ! Nicole Kidman y tient le rôle de Marie Duplessis, qui s’y appelle« Satine » et Ewan McGregor celui d’Alexandre Dumas fils qui s’y nomme « Christian ».
En 1981, le cinéaste italien Mauro Bolognini délaisse l’œuvre écrite pour s’attacher à la réalité historique en mettant en scène Isabelle Huppert dans le rôle d’Alphonsine Plessis pour sa version de La Dame aux camélias avec Mario Maranzana (en) et Fabrizio Bentivoglio dans les rôles respectifs d’Alexandre Dumas père et fils.